# Ferre Laevers
Ferdinand ("Ferre") Laevers (Belgisch-Congo, 1950) is een Vlaams onderwijskundige.

## Levensloop
Ferre Laevers werd geboren in het toenmalige Belgisch-Congo en kwam met zijn familie op tienjarige leeftijd naar België.
Professor Laevers wordt beschouwd als de grondlegger van het ervaringsgericht onderwijs. Eind jaren zestig van vorige eeuw, onder invloed van mei '68, begon hij het kleuteronderwijs te herdenken. Hij werd verder beïnvloed door onder meer Carl Rogers en Jean Piaget. Als doctoraatsstudent in de pedagogische wetenschappen startte hij enkele proefprojecten op. Voornamelijk het introduceren van "gevoelsbeleving" bij kleuters als element van de vorming, naast de tot dan toe belangrijker geachte aspecten als motorische en cognitieve ontwikkeling en taalontwikkeling, was baanbrekend. Het was een poging tot synthese tussen de autoritaire en de anti-autoritaire opvoedingsstijl.

## Functies
Eerst wetenschappelijk onderzoeker aan de Katholieke Universiteit Leuven, en later aldaar
- hoogleraar aan de Faculteit Psychologie en Pedagogische Wetenschappen en in die functie
  - hoofd van Ervaringsgericht Onderwijs